# ГЕС Sondu-Miriu
ГЕС Sondu-Miriu – гідроелектростанція на заході Кенії, розташована у 30 км на південний схід від міста Кісуму, неподалік затоки Вінам, що знаходиться у північно-східному куті озера Вікторія (через Ніл відноситься до басейну Середземного моря). 
В межах проекту річку Sondu-Miriu (одна з найбільших, що впадають у Вікторію) перекрили невеликою греблею, яка відводить ресурс до верхнього балансуючого резервуару об’ємом 1,1 млн м3, з якого починається прокладений у правобережному масиві (гряда Nyakach) дериваційний тунель довжиною 6,2 км. По завершенні останній переходить у напірний водовід довжиною 1 км та діаметром 3 метри до розташованого внизу на рівнині Кано машинного залу. 
Основне обладнання станції складають дві турбіни типу Френсіс потужністю по 30 МВт, які працюють при напорі біля 200 метрів. Відпрацьована вода відводиться через канал довжиною 4,7 км, котрий приєднується до Сонду через 13 км вниз по течії від водозабірної греблі.
Фінансування проекту, введеного в експлуатацію у другій половині 2000-х років, в основному здійснив японський Japan Bank for International Cooperation.